# Швабиш
Шва́биш (англ. Schwabisch Hitch) в арбористике — несимметричный схватывающий однонаправленный узел (направленный только вниз), который завязывают репшнуром диаметром 7—8 мм вокруг 9—14 мм основной верёвки, обеспечивая тем самым самостраховку арбориста. Коровий узел является основой для узла Прусика и швабского узла также. Коровий узел, на самом деле, является штыком.
Швабский узел, используемый арбористами для остановки на верёвке — отличен от морского узла (Camel Hitch), который описан под номером 215 в «Книге узлов Эшли» и придуман для удлинения тросов, а в книге Л. Скрягина «Морские узлы» назван «верблюжьим узлом».
Узел «швабиш» арбористы завязывают серединой отрезка репшнура, используя оба конца для тяги на основной верёвке, а морской «верблюжий узел» моряки завязывают концом тонкого троса на конце толстого каната и для тяги используют лишь один конец троса.

## Способ завязывания
Швабиш невозможно завязать иначе, кроме как отрезком репшнура, в отличие от узла Прусика, завязываемого петлёй репшнура или отрезком. Сверху делают 5 оборотов вокруг верёвки и оба конца прощёлкивают в карабин.
1. Сшить петли (или завязать восьмёрку или баррел) на концах отрезка репшнура.
2. Сложить репшнур вдвое и приложить к основной верёвке.
3. Верхним концом отрезка сделать 5 оборотов вверх и 1 оборот снизу.
4. Прощёлкнуть оба конца в карабин[10].

## Применение

### В арбористике
- В арбористике узел применяют для крепления на верёвке для самостраховки

### В морском деле
- Применяют для удлинения («наращивания») тросов[18]